# 안료

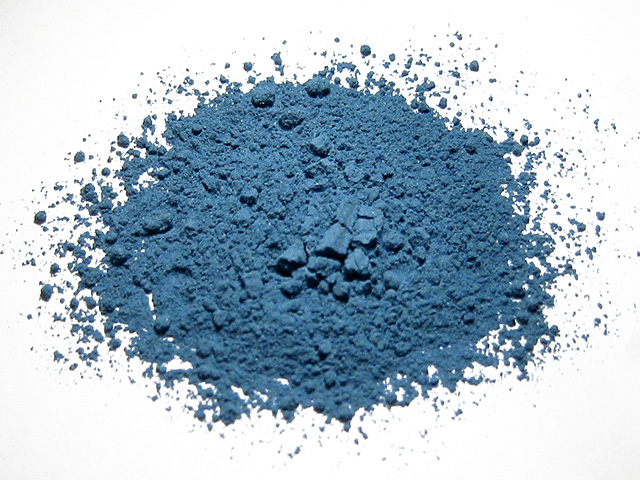
천연 군청색 안료

안료(顔料, pigment)는 물체에 색을 입힐 수 있는 색소로 물에서 녹는 염료와 달리 물이나 기름, 알코올 등에 녹지 않는 성질이 있다. 물, 기름, 합성수지액 등의 반죽을 사용해 녹을 방지하고 광택과 도막의 강도를 증가시키는 역할을 한다.

## 개요
진한 색채를 가진 광물은 안료로서 사용할 수 있다. 안료의 가루를 기름에 개어 튜브 속에 넣은 것이 유화용 그림물감이다. 그림물감의 색은 광물에 의한 것과 유기물에 의한 것이 있다. 백색 안료로는 산화티탄·산화아연·황화아연·황산바륨·산화납(鉛白) 등이 있다. 옛날에는 화장용 분의 원료로 산화납이 사용되었는데, 이것은 오래 사용하면 피부에 해로우므로 사용이 금지되고 있다. 적색 안료로는 철단(鐵丹)이라고 불리는 산화철(Fe2O3)이 가장 잘 알려져 있다. 갈색 안료로는 청분이 있다. 황색 또는 오렌지색의 안료로는 크롬산납·크롬산아연·황화카드뮴·황산화철(수산화철) 등이 있다. 녹색의 안료로는 산화크롬·수산화크롬(수산화 크롬을 가열하고 탈수시키면 산화크롬(|||)으로 바뀐다) 등이 있으며, 청색 안료로는 감청(紺靑)·군청(群靑), 보라색 안료에는 망간자(manganese 紫) 등이 있다.

## 경제적 영향
2006년에는 전 세계적으로 약 740만 톤의 무기, 유기 및 특수 안료가 판매되었다. 블룸버그 비즈니스위크의 2018년 4월 보고서에 따르면 전 세계 안료 산업의 추정 가치는 300억 달러이다. 많은 제품의 백색 밝기를 향상시키는 데 사용되는 이산화티타늄의 가치는 연간 132억 달러에 달하는 반면, 페라리 레드 색상의 가치는 매년 3억 달러에 달한다.

## 안료의 종류

### 무기 안료
유약이나 동굴의 벽화에서 찾아줄 수 있고, 천연 광물성 안료라할 수 있으며, 유기 안료에 비해 무겁고, 내후성, 내약품성, 내강성 등이 우수할 수 있다.
무기안료에는 유기 착색(有機着色) 물질에 있는 것 같은 발색단이나 조색단이 없다. 그러나 대신에 무거운 금속을 함유하고 있다. 금속의 원자(이온)는 유기물질의 골격을 이루고 있는 탄소에 비해 원자핵을 둘러싼 전자의 수가 압도적으로 많다. 예를 들면 3가인 철이온은 26개, 코발트이온은 27개의 전자를 가지고 있다. 전자가 원자핵의 주위를 둘러싸는 상태는, 이미 설명한 바와 같이 전자의 수가 많아지면 많아질수록 바깥쪽 궤도로 들어가게 된다. 또 각 궤도로 들어간 전자는 각각 특정한 에너지를 가지고 있고, 인접한 궤도간의 에너지 차이는 바깥쪽 궤도인 것일수록 작아진다. 즉 전자는 비교적 용이하게, 궤도간의 차이만큼의 에너지를 받거나 버리거나 하여 하나의 궤도에서 다른 궤도로 이동하게 된다. 이러한 원인으로 철이나 코발트의 원자는 비교적 에너지가 낮은 가시광선을 흡수하게 되며, 이로써 발색(發色)이 되는 것으로 생각된다. 물론 이와 같은 상태를 금속과 화합한 다른 원소에 의해 크게 영향을 받는다.
하나의 예로서, 황산구리는 결정수(結晶水)를 함유한 상태에서는 선명한 청색이나, 충분히 건조시키면 백색이 된다. 이것도 결정수의 유무가 구리이온의 전자상태에 작용하여, 흡수되는 빛의 파장을 바꾸기 때문이다. 가정에서 사용하는 건조제 실리카 겔도 사용하고 있는 동안에 청색에서 적색으로 변화한다. 이것도 실리카 겔에 가해져 있는 몰리브덴의 염(鹽)이 물의 유무에 의해 그 색이 변하는 것을 역(逆)으로 응용한 것이다. 무기안료의 색은 금속이온 자체의 색이기 때문에 매우 안정하다. 고대의 벽화 등이 변색되지도 않고 그대로 남아 있는 것도 무기안료를 사용했기 때문이다. 그 밖에 원료가 싸고 제법도 간단하기 때문에 가격이 싸다는 이점이 있다. 그러나 색의 종류나 색채의 선명도에서는 유기안료에 미치지 못한다.

### 유기 안료
무기 안료에 비해 색상이 선명하고, 착색력도 크고 임의의 색조를 얻을 수 있지만, 내광성과 내열성이 떨어지고, 유기 용지에 녹아서 색이 번질 수 있다.

### 레이크(lake) 안료
식물의 녹색이 클로로필이라는 색소에 의한다는 것은 잘 알려진 사실이다. 클로로필의 분자는 마그네슘의 주위를 유기화합물이 둘러싼 것과 같은 구조를 하고 있으며, a, b의 2종류가 있다. 이 바깥쪽의 유기부분은 공역 이중결합(共役二重結合)으로 연결된 특수한 원자단으로, 이것을 포르피린환(porphyrin 環)이라고 부른다. 혈액의 붉은 색소인 헤모글로빈도 클로로필과 아주 비슷한 분자인데, 중앙에 철이온이 배열된 포르피린환을 가지고 있다. 이들 화합물은 색을 가지고 있다는 사실 외에 생체 내에서 광합성이나 산소의 운반과 같은 중요한 기능을 하고 있다. 이 예에서 보는 바와 같이, 금속과 화합한 유기물도 일반적으로 무기안료의 경우와 같은 이유로 색이 생기기 쉽게 된다. 안료 중에서 금속과 유기화합물이 결합된 것을 레이크안료라고 한다.
이러한 종류의 대표적인 합성색소로서는 프탈로시아닌류(類)가 있는데, 흥미있는 사실은 그것이 포르피린환과 구조 면에서 아주 비슷하다는 점이다. 프탈로시아닌류의 색은 중앙에 배위(配位)하는 금속에 따라 현저히 달라지며, 납이 들어간 것은 황록색으로, 니켈·코발트·구리가 들어간 것은 심청색(深靑色)으로 된다. 매우 안정되고, 내후성(耐候性)이 좋다는 점 등 무기안료와 비교해 보면 매우 흥미가 있다. 이 밖에 쪽의 알리자린과 알루미늄의 매더 레이크 등 레이크 안료의 종류는 매우 많다.

## 같이 보기
- 염료
- 페인트
- 색소